# NGC 66
NGC 66 ist eine Balken-Spiralgalaxie mit ausgedehnten Sternentstehungsgebieten vom Hubble-Typ SBb im Sternbild Walfisch südlich des Himmelsäquators. Sie ist schätzungsweise 341 Millionen Lichtjahre von der Milchstraße entfernt und hat einen Durchmesser von etwa 120.000 Lj.

Im selben Himmelsareal befinden sich u. a. die Galaxien NGC 65 und NGC 77.
Das Objekt wurde im Jahr 1886 von dem Astronomen Frank Muller entdeckt.